# Marcelinho Niterói
Marcelo da Silva Leandro, mais conhecido como Marcelinho Niterói, (Niterói, 25 de dezembro de 1976 – Rio de Janeiro, 2 de novembro de 2011) foi um traficante de drogas brasileiro, líder do Comando Vermelho (CV) e chefe do Complexo do Alemão.

## Biografia
Ficou foragido da polícia do Rio de Janeiro de 2005 até 2011. Tornou-se líder do CV, em virtude das disputas, prisões e assassinatos de líderes da mesma facção criminosa entre 2004 a 2006.
Em 26 de dezembro de 2009, o traficante se casou na noite, com uma adolescente, provavelmente menor de idade, no Complexo do Alemão com direito até a distribuição de convites para grande parte de sua facção criminosa, segundo informantes dados à polícia.
Os festejos seriam encerrados com a morte de um traficante do Complexo da Penha, que teve sua sentença de morte decretada por Márcio dos Santos Nepomuceno, o Marcinho VP, que revoltado depois que ele ordenou a morte de um rival na Cidade Alta, autorizou o assassinato e a entrega de suas bocas de fumo a Marcelinho Niterói.
Niterói foi emboscado por uma operação ultra-sofisticada que contou com helicópteros silenciosos e câmeras de alta-resolução. Homens da Polícia Federal, com apoio da Polícia Civil e do BOPE, acabaram por alvejá-lo e matá-lo, além de dois de seus seguranças após reagirem a abordagem.
No sepultamento Fernandinho Beira-Mar mandou uma coroa de flores na qual chamou Niteroí de filho. O famoso traficante tinha uma relação de muita proximidade com o ex-líder de sua facção.